# Понте-Маммоло (станция метро)
«Понте-Маммоло» (итал. Ponte Mammolo) — станция линии B Римского метрополитена. Открыта в сентябре 1997 года. Названа по одноимённому району Рима.

## Окрестности и достопримечательности
Вблизи станции расположены:
- Понте-Маммоло
- Река Аньене
- Музей Казаль де' Пацци

## Наземный транспорт
Автобусы: 163, 319, 341, 343, 350, 424, 444, 451, 508, 040, 041, 058, 075.